# Megan Dunn
Megan Dunn, née le 27 août 1991 à Dubbo en Nouvelle-Galles du Sud, est une coureuse cycliste australienne.

## Biographie
En 2008, à l'âge de 16 ans, Megan Dunn gagne la Bay Cycling Classic, en devançant les coureuses professionnelles Belinda Goss et Katherine Bates. Aux championnats du monde de cyclisme juniors 2008 au Cap, elle obtient trois médailles d'or, en scratch, en poursuite par équipes et en course aux points. Désignée « cycliste australienne junior de l'année », elle est alors considérée comme « le futur du cyclisme féminin » par l'entraîneur national Gary Sutton. L'année suivante, elle est à nouveau championne du monde de la course aux points et de la poursuite par équipes juniors, et y ajoute celui de l'omnium.
En 2010, elle est championne d'Australie sur route espoirs, puis double médaillée d'or aux championnats d'Océanie et aux  Jeux du Commonwealth, à la course aux points et au scratch.
Après avoir souffert d'une fracture au poignet en décembre 2010 puis d'une mononucléose infectieuse en avril 2011, elle est victime de deux accidents de la circulation durant ses entraînements au printemps. Le second la laisse inconsciente avec des fractures aux clavicules et au coude. Elle met alors le vélo de côté afin de récupérer, tant physiquement que psychologiquement. Cet arrêt initialement prévu pour quelques mois se prolonge deux ans. 
Elle tente un retour à la compétition en novembre 2013, avec l'équipe Specialized-Securitor, mais sans jamais retrouver son niveau.

## Palmarès sur piste

### Championnats du monde
- Le Cap 2008
  -  Championne du monde du scratch juniors
  -  Championne du monde de poursuite par équipes juniors (avec  Ashlee Ankudinoff et Sarah Kent )
  -  Championne du monde de la course aux points juniors
- Moscou 2009
  -  Championne du monde de la course aux points juniors
  -  Championne du monde de la poursuite par équipes juniors
  -  Championne du monde de l'omnium juniors
- Copenhague 2010
  - 10e de la course aux points

### Coupe du monde
- 2009-2010
  - 1re de la course aux points à Pékin

### Jeux du Commonwealth
- Dehli 2010
  -  Médaillée d'or de la course aux points
  -  Médaillée d'or du scratch

### Championnats d'Océanie
- 2010
  -  Médaillée d'or de la course aux points
  -  Médaillée d'argent du scratch

## Palmarès sur route
- 2008
  - Bay Cycling Classic :
    - Classement général
    - 3e étape
- 2010
  -  Championne d'Australie sur route espoirs
  - 2e du championnat d'Australie du critérium espoirs
  - 3e du championnat d'Australie du critérium
  - 3e de la Bay Cycling Classic
  - 10e de l'Open de Suède Vårgårda

### Classements mondiaux
| Année                                 | 2010 |
| ------------------------------------- | ---- |
| Classement UCI                        | 153e |
|                                       |      |
| Légende : nc = non classéSource : UCI |      |